# Phasenmaske (Transmissionsgitter)
Eine Phasenmaske ist eine spezielle Art eines optischen Transmissionsgitters. Sie besteht üblicherweise aus Quarzglas, in das periodisch mit einem definierten Abstand linienförmige Vertiefungen eingeätzt wurden.
Wird diese Struktur mit kohärentem Licht beleuchtet, so kommt es, wie bei einem Gitter üblich, zur Beugung des Lichts: das Licht wird in mehrere Richtungen abgelenkt. Geschieht die Beleuchtung mit einem Lichtstrahl, der einen gewissen Durchmesser besitzt, so überlappen sich die abgebeugten Lichtstrahlen in einem Bereich unter der Phasenmaske. Da sie sich in verschiedene Richtungen ausbreiten, kommt es dort zu einem streifenförmigen Interferenzmuster. 

## Typische Konfigurationen

### „+1/-1“-Konfiguration

„+1/-1“-Konfiguration

Die einfachste Möglichkeit ist die Beleuchtung senkrecht zur Oberfläche der Maske. Zu einem großen Teil wird das Licht in die Ordnungen +1 und −1 abgelenkt. Durch ein spezielles Herstellungsdesign wird die nullte Ordnung größtenteils unterdrückt, da sie hier störend wirkt. Ebenso können auch höhere Ordnungen auftreten. Der Beugungswinkel der ersten Ordnung (gemessen senkrecht zur Maskenoberfläche) berechnet sich zu
{\displaystyle \theta =\sin ^{-1}{\frac {\lambda }{d}}}.
Dabei sind {\displaystyle \lambda } die Wellenlänge des verwendeten Lichts und {\displaystyle d} der Linienabstand des Gitters.
Die Periode des entstehenden Streifenmusters ist die Hälfte des Linienabstandes des Gitters.

### „0/-1“-Konfiguration

„0/-1“-Konfiguration

In dieser Konfiguration wird die Maske unter einem Winkel beleuchtet. Zusätzlich zum nicht gebeugten Strahl tritt zu einer Seite die erste Ordnung auf. Ist die Lichtwellenlänge {\displaystyle \lambda } größer als der Linienabstand {\displaystyle d}, dann kann keine zweite Ordnung existieren, da der Beugungswinkel größer als 90° wäre. In dieser Konfiguration können also störende Ordnungen vermieden werden. Dafür muss die Maske in einem vorgegebenen Einfallswinkel beleuchtet werden, der sich berechnen lässt zu
{\displaystyle \theta =\sin ^{-1}{\frac {\lambda }{2d}}}.
Die Periode des entstehenden Streifenmusters ist hier gleich dem Linienabstand des Gitters.

## Anwendungen
Durch das entstehende Streifenmuster kann eine Phasenmaske zur fotolithografischen Herstellung periodischer Strukturen verwendet werden. Statt wie bei einer „mechanischen“ Maske, bei der die zu beleuchtenden Stellen durch Öffnungen in der Maske definiert sind und der Rest abgeschattet bleibt, geschieht bei dieser „optischen“ Maske die periodische Beleuchtung durch einen Interferenzeffekt.
Eine häufige Anwendung ist die Herstellung von Faser-Bragg-Gittern.